# Poppe Prehal Architekten
Poppe Prehal Architekten aus Steyr (Österreich) wurden 2000 von Helmut Poppe und Andreas Prehal gegründet. Die Bürogründer absolvierten ihr Architekturstudium an der Universität für künstlerische und industrielle Gestaltung in Linz (Andreas Prehal und Helmut Poppe), an der Eidgenössischen technischen Hochschule in Zürich (Helmut Poppe) sowie an der Technischen Universität Wien (Helmut Poppe, Dissertation). 

## Bekannte Projekte
Der von Poppe Prehal Architekten geplante Plusenergie-Großmarkt ZERO1 der Gruppe Metro Deutschland wurde im Februar 2020 als erstes und bis dato einziges neu gebautes Gebäude im deutschsprachigen Raum (Deutschland, Österreich, Schweiz) mit dem internationalen Standard BREEAM Outstanding zertifiziert.
Im Wettbewerb „Haus der Zukunft 2000“ stellten Poppe Prehal Architekten im Gründungsjahr ein Konzept der Ökologisierung für Architektur und Städtebau vor und gewann damit den vom Bundesministerium für Verkehr, Innovation und Technologie ausgeschriebenen Wettbewerb.
Heute realisieren die Architekten Kommunalbauten, Gewerbe- und Industriegebäude, Wohnbauten sowie Projekte im Bereich der Raumplanung und Forschung.
International bekannt wurde das Projekt Schachinger LT1 (Leuchtturm 1) – ein ökologisches Logistikgebäude, wofür den Architekten nach dem NÖ und OÖ Holzbaupreis auch 2015 der Österreichische Staatspreis für Architektur und Nachhaltigkeit verliehen wurde.
Noch vor Fertigstellung 2013 wurde der nachhaltige Gewerbebau der Paul Blau GmbH mit dem Umweltpreis der Stadt Wien ausgezeichnet.
Den 3. Platz beim World Energy Globe Award (bei dem 1300 Projekte aus 99 Länder eingereicht wurden) erhielten Poppe Prehal Architekten 2002 für das Gewerbeprojekt Nordpool Steyr. Der Preis wurde im Rahmen der World Sustainable Energy Days verliehen.

## Bauwerke (Auswahl)
- HTL für innovative Gebäudetechnik und K9, Zistersdorf: Neubau
- Cargo-Partner Ilogistics Center, Fischamend: Neubau
- Metro ZERO 1 Wiederverkäufer-Großmarkt, St. Pölten: Neubau
- Schachinger Logistikgebäude Leuchtturm 1, Hörsching: Neubau
- Gewerbegebäude Paul Blau GmbH, Wien: Neubau
- Raiffeisenbank, Wels-Thalheim: Neubau
- Sporthalle Stiftsgymnasium Kremsmünster: Neubau (im Bau)
- Firmengebäude Forstenlechner, Perg: Neubau
- Sporthalle Stiftsgymnasium Seitenstetten: Neubau
- Musikschule/Sporthalle/Volksschule, Ernsthofen: Neubau/Umbau/Sanierung
- Abelenzium, Gaflenz: Neubau
- Zentrumsgestaltung Open Space, Pöchlarn
- Ortsplatzgestaltung, Ernsthofen
- Firmengebäude Lahofer, Auersthal: Umbau & Sanierung
- Gewerbeprojekt Haberkorn Ulmer, Leonding: Neubau
- Eine Welt Handels AG, Leoben: Neubau
- HTL für Gesundheitstechnik, Mistelbach: Neubau
- Gewerbegebäude Nordpool, Steyr: Neubau

## Auszeichnungen (Auswahl)
- 2015 klimaaktiv GOLD Standard
- 2015 Österreichische Staatspreis für Architektur und Nachhaltigkeit
- 2014 Niederösterreichischer Holzbaupreis
- 2014 Oberösterreichischer Holzbaupreis
- 2014 Energie Star des Landes Oberösterreich
- 2013 Umweltpreis der Stadt Wien
- 2010 Nominierung Staatspreis für Architektur
- 2009 Österreichischer Klimaschutzpreis Kategorie Handel und Handwerk
- 2009 Energyglobe Styria Award 1. Preis Kategorie Earth
- 2007 Niederösterreichischer Holzbaupreis Auszeichnung
- 2007 Oberösterreichischer Holzbaupreis Publikumspreis
- 2004 OÖ Landespreis für Umwelt und Natur
- 2003 Großer österreichischer Solararchitekturpreis Auszeichnung
- 2002 Energy Globe OÖ 1. Preis
- 2002 Energy Globe Austria 2. Preis
- 2002 World Energy Globe 3. Preis (1300 Einreichungen aus 99 Länder)
- 2000 Haus der Zukunft, Bundesministerium für Verkehr, Innovation und Technologie Auszeichnung

## Veröffentlichungen (Auswahl)
- derStandard, Hochaktiv in passiver Mission
- Architektur Fachmagazin, Blu-er geht’s nicht mehr
- DETAIL, Blue Building in Kupferrot
- Architektur Fachmagazin, Kundenfreundlicher Tresor
- mikado magazin, Holz lagert ein
- Holzbau Austria, Logistik trifft Ökologie
- baunetz.de, Kupferfarben für Paul Blau